# Червоне та Чорне (дует)
Дует «Червоне та Чорне» — український професійний мистецький пісенний колектив у складі солістів-вокалістів, лауреатів МІжнародних та Всеукраїнських конкурсів і фестивалів, заслужених артистів України (2015) Валентини та Ярослава Теплих.

## Історія
Дует виконує музику від фольклорної, обрядової та класичної до сучасної, модернової та естрадної. У доробку колективу аранжування українських пісень, часто забарвлені рок-н-ролом, джазом, кантрі.
Твори виконуються у різноманітному викладі: акапельно, сольні музичні номери та дуети. Колектив використовує такі акустичні інструменти як: сопілка, гітара, гармоніка та інші.
У програмі дуету - українські народні та авторські пісні. Крім сольних концертів, колектив бере участь у різноманітних мистецьких та урочистих заходах, фестивалях, авторських вечорах, презентаціях тощо. З початком українсько-російської війни(АТО) дует продовжує волонтерську роботу, котра бере початок з Майдану 2014 року. Багато виступають перед воїнами ЗСУ та добровольчих формувань, на полігонах, в госпіталях.
Валентина та Ярослав Теплі — лауреати численних міжнародних та всеукраїнських фестивалів та конкурсів, серед котрих Міжнародний фестиваль родинної творчості «Мелодія двох сердець» (2000 рік), Міжнародний фестиваль української культури в м. Сопот, Польща (1993 рік), володар Гран Прі Міжнародного конкурсу «Пісні Тихого океану» (1990 рік), Всеукраїнський конкурс трагічної пісні «На Чорнобиль журавлі летіли» (1994 рік). Протягом багатьох років є почесним гостем та учасником Всеукраїнських та Міжнародних фестивалів лемківської культури («Дзвони Лемківщини» м. Монастириська Тернопільської області, Україна, «Лемківська Ватра» в Ждині, «Над Ославою», «Лемківський Кермеш у Вільхівці» (Польща) та ін.).
З 2002 по 2009 роки Валентина та Ярослав Теплі були організаторами, продюсерами, режисерами-постановниками, авторами сценарію та ведучими Поліського літературно-музичного фестивалю вшанування воїнів-інтернаціоналістів «Розстріляна молодість», котрий проводиться до дня виведення військ колишнього СРСР з Республіки Афганістан і до Дня вшанування учасників бойових дій на території інших держав, який з 2010 року став Всеукраїнським.
Колектив багато концертує в Україні та гастролює за кордоном, зокрема, на Далекому Сході, в Сибіру, в Японії, в місті Анкоридж (Аляска, США), також разом з ансамблем пісні Камчатської флотилії Тихоокеанського флоту — на кораблях бойового чергування ВМФ в Індійському океані.
За свою діяльність колектив отримав чимало нагород, грамот, подяк. У пресі опубліковано відгуки про враження від концертів та ознайомлення з культурою України. Багато хто з відвідувачів концертів за кордоном зізнавався, що вперше відкрив для себе існування держави Україна.
У 2015 році Указом Президента України № 491 від 21 серпня 2015 року [Архівовано 4 лютого 2018 у Wayback Machine.] Ярославу і Валентині Теплим присвоєно почесні звання України - заслужених артистів України.
В Україні про діяльність дуету протягом усіх років було і є багато відгуків у засобах масової інформації. Їх називають знаковими постатями духовного відродження України. Неодноразово дует був гостем радіопередач «Національної телерадіокомпанії України», обласних телерадіокомпаній. Валентиною та Ярославом Теплими було відзнято і передано для показу багатьом українським телеканалам, Всесвітньому Українському телебаченню та радіо музичний фільм «Червоне та Чорне»: лемківської долі кольори", котрий став найпершим лемківським музичним фільмом в історії незалежної України.

## Дискографія

### Музичні альбоми
- 2001 — «Лемківське весілля — 1»
- 2002 — «Лемківське весілля — 2»
- 2002 — «Лемківське весілля — 3»
- 2002 — «Лемківське весілля. КРАЩЕ»
- 2003 — «На весіллі українськім…»
- 2005 — «Все буде добре!»
- 2005 — «Поліське весілля»
- 2005 — «Лемківське весілля»
- 2007 — «Тобі, Житомире, даруємо пісні»

### Відео
- 2008 — «Лемківської долі кольори»